# 斯梅爾克利夫
48°56′22″N 25°8′21″E / 48.93944°N 25.13917°E
斯梅爾克利夫（烏克蘭語：Смерклів），是烏克蘭西部的村莊，隸屬伊萬諾-弗蘭科夫斯克州的伊萬諾-弗蘭科夫斯克區。該村面積7.8平方公里，2001年人口108，人口密度每平方公里13.8人。